# Bortolo Bof
Bortolo Bof (né le 12 octobre 1921 à Segusino Province de Trévise en Vénétie et mort le 28 mars 2012) à Mestre en Vénétie, est un coureur cycliste italien, professionnel de 1946 à 1956.  

## Palmarès
- 1950
  - Tour des Dolomites
  - 3e du Tour des Apennins
- 1951
  - Grand Prix Città di Castelfranco
  - 3e de Astico-Brenta
- 1953
  - 3e du Grand Prix di Ceprano

## Résultats sur les grands tours

### Tour d'Italie
5 participations
- 1947 : abandon
- 1948 : 32e
- 1949 : abandon
- 1951 : 72e
- 1953 : abandon